# Pleurothallopsis mulderae
Pleurothallopsis mulderae là một loài thực vật có hoa trong họ Lan. Loài này được (Luer) Pridgeon & M.W.Chase mô tả khoa học đầu tiên năm 2001.